# Карл Реннер
Ка́рл Ре́ннер (нім. Karl Renner; 14 грудня 1870, Дольні-Дунаєвіце, Австро-Угорщина — 31 грудня 1950, Відень, Австрія) — видатний австрійський політичний діяч, один із лідерів Соціал-демократичної партії Австрії й II Інтернаціоналу, теоретик австромарксизму. Перший федеральний канцлер Австрії після розпаду Австро-Угорської імперії й перший президент Австрії після Другої світової війни. Один з авторів програми культурно-національної автономії.

## Життєпис

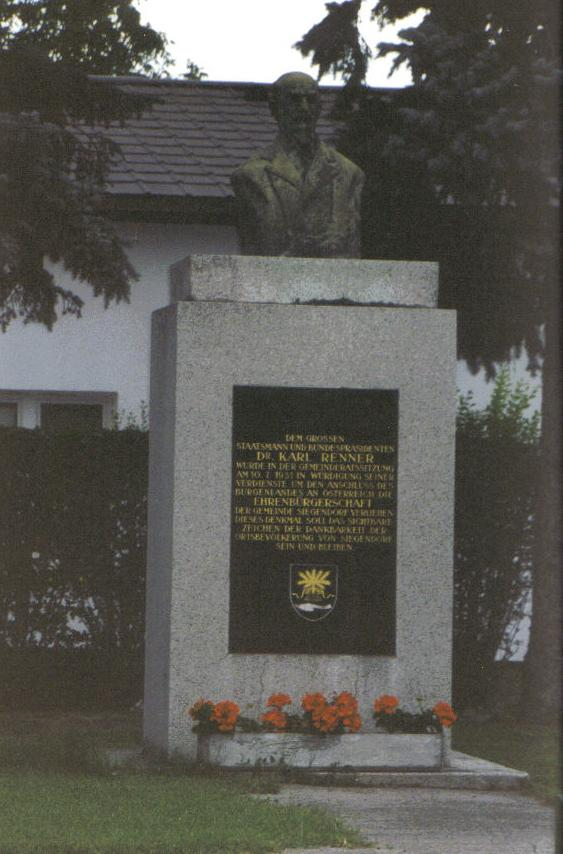
Реннер Карл

Син чеського селянина. Вивчав право у Відні.
У 1894 став членом соціал-демократичної партії.
З 1907 — Був членом австрійського парламенту за часів Габсбурзької монархії. Брав участь у створенні першої Австрійської республіки.
У 1918-1920 був канцлером і главою Державної ради, виступав за приєднання Австрії до Німеччини. Був головою австрійської делегації на Сен-Жерменській конференції.
З 1930 обраний головою парламенту, скасованого у 1933 урядом Дольфуса. Провадив антифашистську діяльність, після звільнення Австрії став канцлером першого загальнокоаліційного тимчасового уряду; за згодою усіх партій обраний президентом.
У 1938 році схвалив захоплення Австрії та Судетської області.
Був лідером австрійської соціал-демократії та II Інтернаціоналу, а також видатним теоретиком австромарксизму. Автор кількох робіт з проблеми національного питання. Дотримувався ідеї багатонаціональної держави у вигляді демократичної федерації на основі політичного й культурного рівноправ'я меншин.
У 1945-1950 роках — президент Австрії.

## Твори
- Держава і нація
- Національна проблема
- Боротьба національностей за державу в Австрії
- Нація як правна ідея й інтернаціонал

## Почесні звання
28 жовтня 1948 присвоєно звання «Почесний громадянин Відня».